# アテルイ

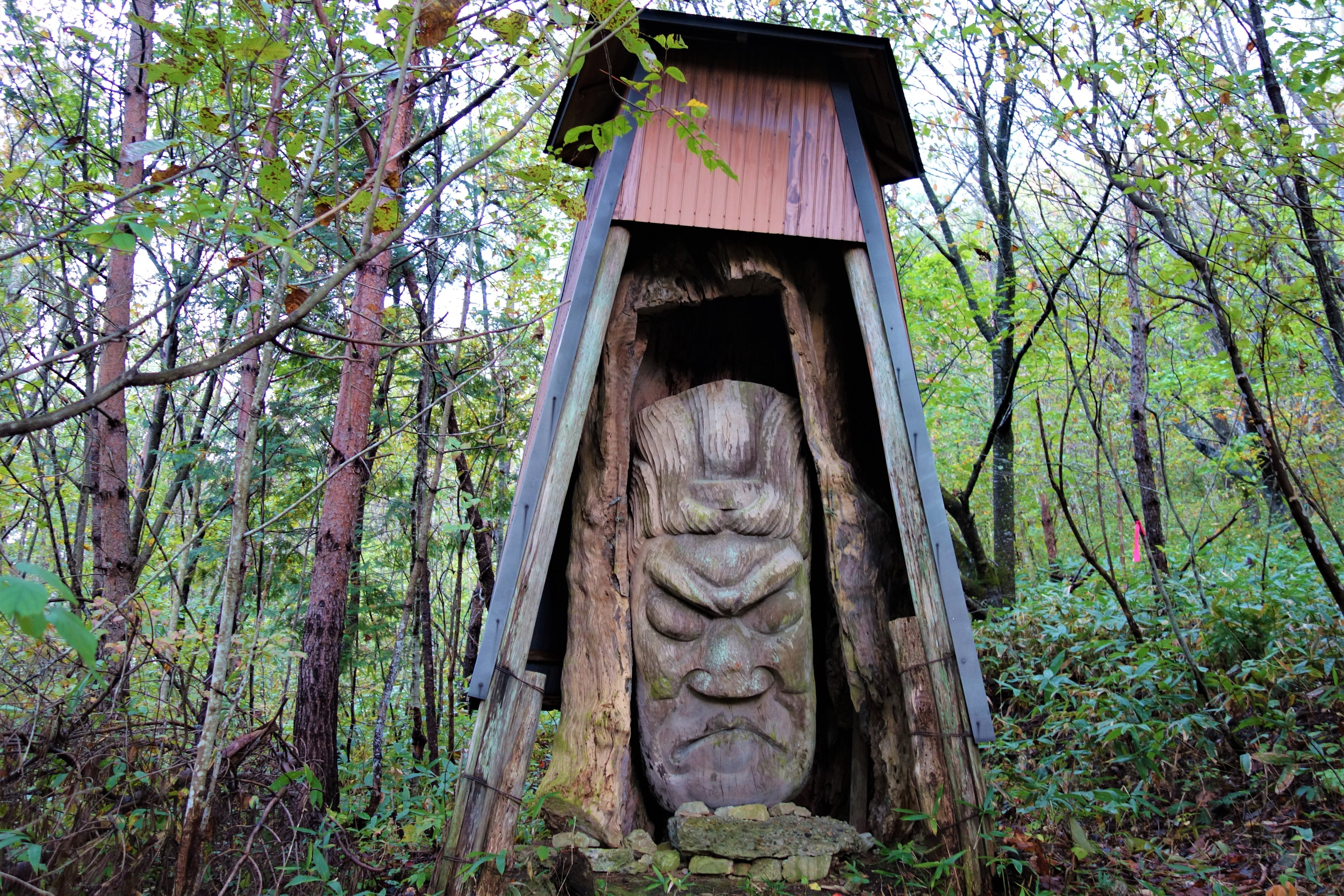
束稲山のアテルイ像

アテルイ（? - 延暦21年8月13日〈ユリウス暦802年9月13日、先発グレゴリオ暦802年9月17日〉）は、日本の奈良時代末期から平安時代初期の古代東北の人物。『続日本紀』では公姓を付せず阿弖流為（あてるい）と記される。
8世紀末から9世紀初頭に陸奥国胆沢（現在の岩手県奥州市）で活動した蝦夷（えみし）の族長とされる。史実にはじめて名前がみえるのは、古代日本の律令国家（朝廷）による延暦八年の征夷のうち巣伏の戦いにおいて、紀古佐美率いる官軍（朝廷軍）の記録中である。その後延暦二十年の征夷が終結した翌年胆沢城造営中の坂上田村麻呂の下に盤具母禮とともに降伏し、田村麻呂へ並び従い平安京へ向かい、公卿会議で田村麻呂が陸奥へと返すよう申し出たことに対して公卿達が反対したため河内国杜山（椙山、植山とも）で母禮とともに処刑された。
なお、本来の表記は前述の通りだが、本項では「アテルイ」として解説する。また必要に応じて「大墓公阿弖流為（大墓公阿弖流爲）」「大墓公阿弖利為（大墓公阿弖利爲）」「阿弖流為（阿弖流爲）」「阿弖利為（阿弖利爲）」「大墓公」と表記する。

## 名前について

### 姓と名

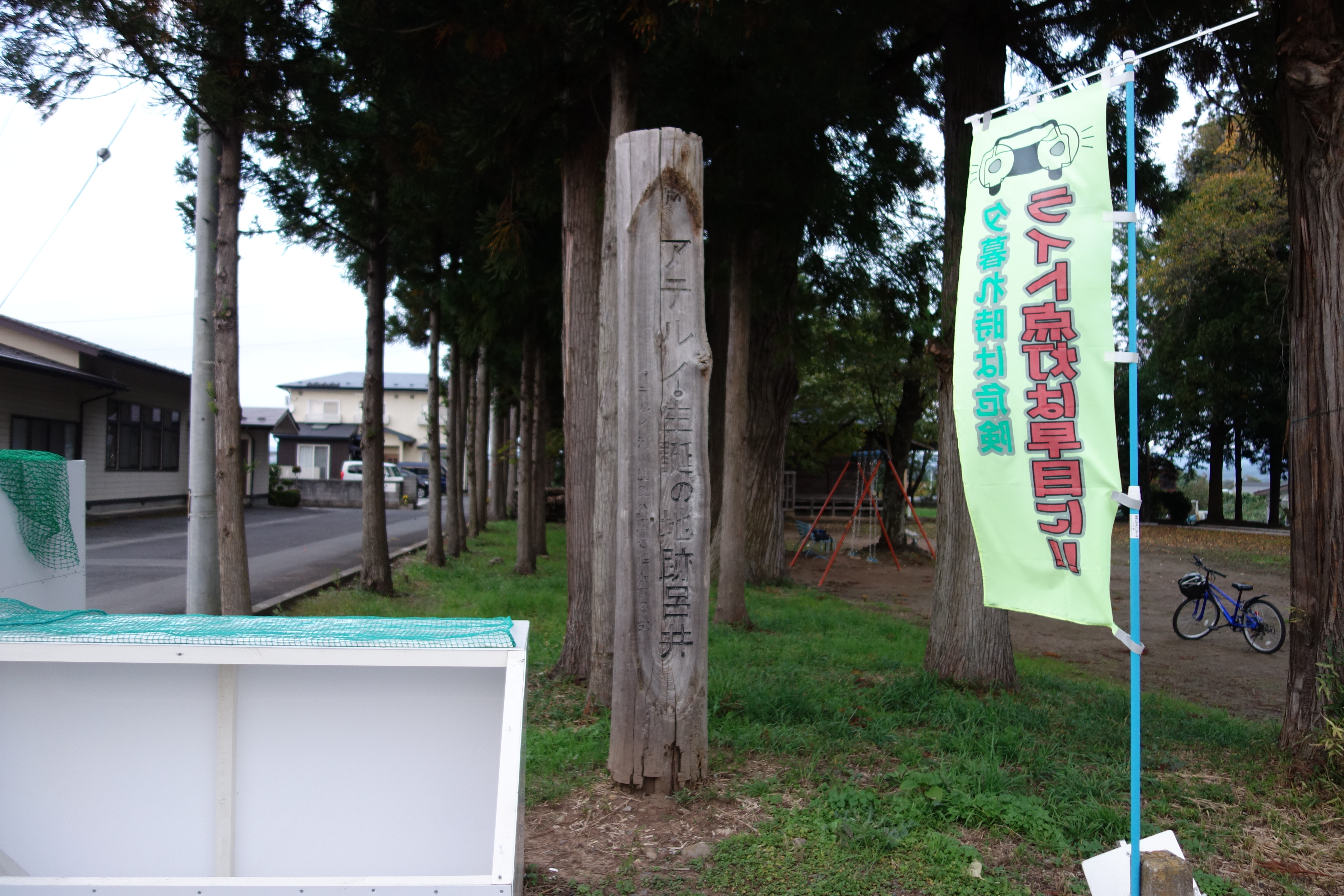
アテルイ生誕の地

大墓公阿弖流為または大墓公阿弖利為は、古代日本の律令国家から「水陸万頃にして、蝦虜、生を存す」、「賊奴の奥区なり」と呼ばれた、現在の衣川以北の北上川流域平野部となる磐井郡・江刺郡・胆沢郡一帯（岩手県南部）に勢力を持っていたと考えられている胆沢の蝦夷の族長である。
蝦夷社会が記録した史料は残っていないが、古代日本の律令国家が編纂した六国史が彼の名前を4度記録している。その内訳はいずれも旧字体で、延暦8年の巣伏の戦いの記事の中に「阿弖流爲」で1度、延暦21年の降伏の記事の中に「大墓公阿弖利爲」で2度、「大墓公」で1度となる。このことから本来の名前は「大墓公阿弖流爲」または「大墓公阿弖利爲」であったと樋口知志はいう。

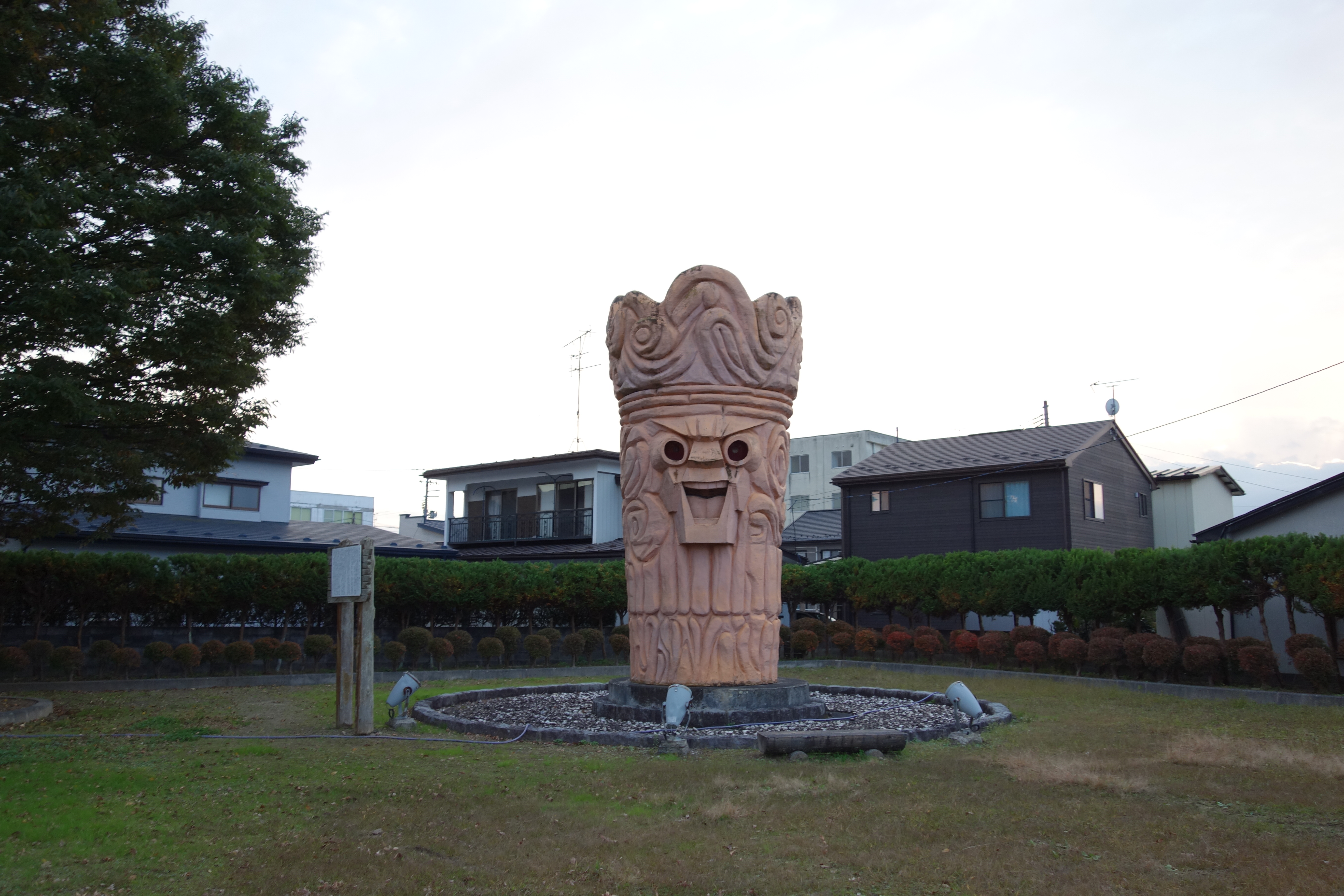
アテルイ広場のシンボル像

姓については、朝廷から与えられた「公」の姓が付されている。坂上田村麻呂のもとに帰降した直後の記事のため、大墓公の姓は降服後に律令国家から賜与されたものとする見解がある。しかしながら結果として河内国椙山で斬られたことからみても、律令国家が帰服した人物にわざわざ姓を与えたとは考えがたく、国家に従った蝦夷族長が離反した際に姓を剥奪された例もいくつかみられるため、大墓公の姓は朝廷軍と戦う延暦8年より以前に律令国家から賜与されていたものと考えるのが妥当であるとの見解もある。いずれにせよ彼ないし大墓公一族が、かつては律令国家との間にかなり良好な政治的関係を築いていたことを示す。
名については、『続日本紀』は「阿弖流爲」、『日本後紀』に基づく『日本紀略』『類聚国史』は「阿弖利爲」と表記しているが、正式な漢字表記が「阿弖流爲」なのか「阿弖利爲」なのかは不明。また本人がどのように漢字表現していたのかも不明。高橋崇は、正史の表記も疑わしく、政府側が彼の名の音を耳にし適当に漢字表記したからこそ2通りの表記になったのではないかとしている。鈴木拓也は、いわゆる夷語の音訳の問題であり、実際の発音は「アテルイ」と「アテリイ」の中間であろうとしている。

### 読み方
姓は従来「大墓公」を「たものきみ」と読む説が有力であった。一方では「たも」に「大墓」の文字を当てるのは不自然であるとして、「大墓」を文字通り「大きな墓」の意味であると解釈することで、岩手県奥州市胆沢南都田にある角塚古墳の被葬者一族の系譜を引くものであると律令国家に認定されたことから大墓公の姓が与えられたのではないかとの推測から、「大墓公」を和語で「おおつかのきみ」「おおはかのきみ」などと読む見解が注目された。しかし「公」の姓は和銅3年4月21日（ユリウス暦710年5月23日）に蝦夷族長らに対して本拠地（本貫地）の地名に「君」のカバネを付した姓を与えて編戸に準ずる扱いを保障し、天平宝字3年10月8日（ユリウス暦759年11月2日）に諸姓の「君」字が「公」字に改められたことを受けて蝦夷族長らの「君」の姓も「公」の姓に換えられたことに由来するため、本来「大墓」の字で表されるものは蝦夷居住地域の地名であることから、「大墓公」の解釈に和語として意味を持つ訓読は避けるべきであるとの見解もある。
一般的に名は「阿弖流為」を「あてるい」、「阿弖利為」を「あてりい」と読み、従来「阿弖流為＝アテルイ」とされている。

### 本貫地
仮に「大墓公」を「たものきみ」と読む場合は大墓が表す地名の候補として、延暦八年の征夷のうち巣伏の戦いで蝦夷軍が朝廷軍に奇襲作戦を仕掛けた地点でもある奥州市水沢羽田町の田茂山を「大墓」の遺称地として「たも」と読む見解があり、現在は田茂山説を採用する研究者が最も多いと樋口は言う。他にも岩手県奥州市江刺に大萬館・小萬館と呼ばれる館跡があることに関連付けて「大墓公」は「大萬公」の誤記ではないかとする説もある。
また氏姓ではなく名前こそ地名に由来する可能性が高いとして、跡呂井が出生の地であったのではないかと関連付けられることもある。
しかしながら大墓公、阿弖流為、阿弖利為の解釈はいずれも推測の域を出ず、これらの説について高橋崇は、安易に類似の地名を求め、正史の転写次第での誤記とする考え方は危険であると述べている。

## 生涯
※日付は和暦による旧暦。西暦表記の部分はユリウス暦とする。

### 巣伏の戦い
延暦八年の征夷がおこると、朝廷軍は延暦8年3月9日（789年4月8日）に多賀城から進軍を始め、延暦8年3月28日（789年4月22日）に「陸道」を進軍する2、3万人ほどの軍勢が衣川に軍営を置いた。征東将軍・紀古佐美は4月6日（5月5日）付の奏状で衣川に軍営を置いたことを長岡京へと報告するが、その後30日余りが経過しても戦況報告がないことを怪しんだ桓武天皇は延暦8年5月12日（789年6月9日）に衣川営に長期間逗留している理由と、蝦夷側の消息を報告せよと勅を発した。
衣川営での逗留を責める桓武天皇からの勅が陸奥へと届けられたと思われる延暦8年5月19日（789年6月16日）頃、古佐美は進軍するよう命じた。5月下旬から末頃、中・後軍より各2000人ずつ選抜された計4000人の軍兵が、衣川営を出発後、北上川本流を渡河して東岸に沿って北進、アテルイの居宅やや手前の地点で蝦夷軍300人程と交戦した。
蝦夷軍は北へと退却したため、朝廷軍はこれを追いつつ途上の村々を焼き払いながら北上し、前軍との合流地点であったらしい巣伏村を目指した。しかし前方から800人ほどの蝦夷軍が現れて朝廷軍を押し戻すと、東の山上に潜んでいた400人ほどの蝦夷軍が朝廷軍の後ろへとまわって退路を絶ち、川と山に挟まれた狭い場所に追い込まれた朝廷軍は蝦夷軍に翻弄されて総崩れとなった。
朝廷軍の損害は戦闘による死者25人、矢疵を負った負傷者245人、溺死者1036人、裸で泳ぎ生還した者1257人と、胆沢の蝦夷軍は朝廷に対して驚異的な惨敗を与えた。戦死者は陸奥国磐城郡の別将・丈部善理（死後、外従七位下から外従五位下）、進士・高田道成、陸奥国会津郡の人と思われる会津 壯麻呂・安宿戸吉足・大伴五百継達。『続日本紀』には「賊帥夷阿弖流爲が居（おるところ）に至る比（ころあい）」とのみあり、胆沢の蝦夷軍はアテルイの居宅やや手前で朝廷軍と交戦しているが、アテルイが蝦夷軍を指揮していたのかまでは不明。高橋崇は蝦夷側の抵抗戦線の中心人物であったといってよいだろうとしている。
延暦11年(792年)斯波村（志波村）の夷・胆沢公阿奴志己、王化を申し出るも放還。
延暦11年(792年)7月25日爾散南公阿波蘇王化と入朝を希望、11月宇漢米公隠賀と共に長岡京へ入京、爵第一等を授けられる。
延暦13年（794年）6月13日征夷副将軍坂上田村麻呂、百済王俊哲達が蝦夷を征す。
延暦13年（794年）10月28日征夷大将軍大伴弟麻呂「斬首四百五十七首級、捕虜百五十人、獲馬八十五疋、焼落七十五処」と戦勝報告、鴨・松尾神社へ神階を加階、帝は平安京遷都詔をのべた。

### 降伏
延暦20年10月28日（801年12月7日）、平安京へと凱旋した征夷大将軍・坂上田村麻呂が桓武天皇に節刀を返上して延暦二十年の征夷が終結した。
延暦21年1月9日（802年2月14日）、延暦二十年の征夷で平定された陸奥国胆沢城に胆沢城を造営するために田村麻呂が胆沢の地へと特派されてきた。
延暦21年1月11日（802年2月16日）、駿河・甲斐・相模・武蔵・上総・下総・常陸・信濃・上野・下野の10国に対して国中の浪人4000人を陸奥国胆沢城の柵戸として移住させることが勅によって命じられた。胆沢郡下野郷・上総郷、江刺郡信濃郷・甲斐郷という地名は移民の出身地を示している。胆沢城造営についての史料は僅少で、造営開始の時期や完成した時期などは不明である。
延暦21年4月15日（802年5月19日）、陸奥国にいた田村麻呂から、大墓公阿弖利爲と盤具公母禮が種類500余人を率いて降伏した報告が平安京に届けられた。
アテルイらの根拠地である胆沢はすでに征服されており、北方の蝦夷の首長にはすでに服属していた者もいたため、アテルイらは進退きわまっていたものと思われる。
田村麻呂へ並び従い盤具公と共に平安京へと向かった大墓公は、延暦21年7月10日（802年8月11日）に平安京に着いた

。
交戦中捕獲した場合戦勝の証拠として都へ進上する原則を適用したものと考えられている。
上記に関連して延暦21年7月25日（802年8月26日）には平安京で百官が桓武天皇に上表を奉って、蝦夷平定を祝賀している。
延暦21年8月13日（802年9月13日）、大墓公阿弖利爲と盤具公母禮の2虜は奥地の賊首であることを理由として斬られた。
公卿会議で田村麻呂が「この度は願いに任せて返入せしめ、其の賊類を招かん」と大墓公阿弖利爲と盤具公母禮を故郷に返して彼らに現地を治めさせるのが得策であると主張したが、公卿たちは執論して「野生獣心にして、反復定まりなし。たまたま朝威に縁りてこの梟帥を獲たり。もし申請に依り、奥地に放還すれば、いわゆる虎を養いて患いを残すなり」と田村麻呂の意見が受け容れられることはなかった。そのため大墓公阿弖利爲と盤具公母禮は奥地の賊首として捉えられ、河内国□山で斬られた（アテルイ終焉の地節も参照）。なお、史料がごくわずかで推測の域をでないが、朝威を重んじて軍事（蝦夷征討）の正当化にこだわった桓武天皇の意思によって阿弖利爲らを斬る決定がされたとする説もある。

### 死後
アテルイの死後、胆沢や周辺地域でアテルイと母禮が殺されたことに報復する弔い合戦などの反乱が発生した形跡は一切ない。
弘仁5年12月1日（815年1月14日）、嵯峨天皇は「既に皇化に馴れて、深く以て恥となす。宜しく早く告知して、夷俘と号すること莫かるべし。今より以後、官位に随ひて称せ。若し官位無ければ、即ち姓名を称せ」と蝦夷に対して夷俘と蔑称することを禁止する勅を発し、ここに征夷の時代が終焉した。

## 年表
| 和暦     | 西暦  | 日付 （旧暦） | 内容                                                                  | 出典              |
| -------- | ----- | ------------- | --------------------------------------------------------------------- | ----------------- |
| 延暦8年  | 789年 | 6月3日        | 朝廷軍が阿弖流爲の居に至ったころに巣伏の戦いがはじまった              | 続日本紀          |
| 延暦21年 | 802年 | 4月15日       | 大墓公阿弖利爲と盤具公母禮が種類500余人を率いて坂上田村麻呂に降伏した | 類聚国史 日本紀略 |
| 延暦21年 | 802年 | 7月10日       | 大墓公と盤具公が坂上田村麻呂へ並び従い平安京へ入京                    | 日本紀略          |
| 延暦21年 | 802年 | 8月13日       | 大墓公阿弖利爲と盤具公母禮が河内国□山で斬られた                       | 日本紀略          |

## アテルイに関する議論

### 古代東北の蝦夷（えみし）に関する論争
古代の東北で暮らしていた蝦夷（えみし）については、蝦夷＝アイヌ説と蝦夷＝辺民説の論争が続いていた。後者は「蝦夷＝日本人説」あるいは「蝦夷＝和人説」とも呼ばれる。 この論争は、古代の東北・北海道を中心に使われていた「蕨手刀（わらびてとう）」をどう捉えるかという問題もある。
「蝦夷＝アイヌ説」は、以下のような論拠で「彼らはアイヌ人か、控え目にいってアイヌ語を使う人々といってよい」と主張する。 
- 『日本書紀』の斉明天皇5年（659年）の条によれば、この年の遣唐使が蝦夷の男女2人を連れて渡航し、唐の高宗に謁見した。遣唐使の渡航日誌によれば、高宗との間で概略、次のような問答が交わされた。「蝦夷の国はどの方角にあるのか」「東北です」「蝦夷は幾種あるのか」「３種あります。遠くにいる者は都加留（つかる）、次の者は麁（あら）蝦夷、近くにいる者を熟（にぎ）蝦夷と名付けています」。この謁見については中国側の文献にも記録が残っている。随行した蝦夷は、人の頭にひょうたんを載せ、それを次々に弓矢で射抜いて高宗を驚かせたという[38]。

- 東北の蝦夷と畿内の朝廷勢力は宝亀5年（774年）から弘仁2年（811年）まで、足かけ38年にわたって激しい戦争を繰り広げたが、畿内勢力は蝦夷との交渉に訳語（おさ）という通訳（官職）を必要とした。史書は蝦夷の言葉を「夷語（いご）」と記している[39]。

- 言語学者の金田一京助やアイヌ語地名研究者の山田秀三の実証的な研究によって、東北とりわけ東北北部にはアイヌ語源と考えられる地名が多数残っていることが判明した[40]。これは、東北北部には日本語を話す人々とは異なる人々が長く暮らしていたことを示している。

一方の「蝦夷＝日本人説」は、戦後の考古学による知見を基に「蝦夷＝アイヌ説」を否定する。その主な根拠は次の通りである。 
- 昭和28年（1953年）に岩手県水沢市（（現奥州市）の常盤（ときわ）遺跡で籾（もみ）の痕（あと）が付いた弥生土器が発見された。昭和33年（1958年）には青森県南津軽郡の垂柳（たれやなぎ）遺跡で弥生時代の水田跡が発掘された。これらは東北北部でも水田稲作が行われたことを示している[41]。この時代、アイヌ系の人々は狩猟採集生活をしていたとされており、これら水田稲作の担い手とは考えられない。

- 岩手県胆沢（いさわ）町（現奥州市）に角塚（つのづか）古墳という前方後円墳がある。日本最北の前方後円墳であり、国の史跡に指定されている。全長45メートル、高さ４メートル余りの小ぶりの古墳だが、出土した埴輪などから5世紀後半の築造と推定されている[42]。

- 胆沢は、蝦夷と畿内勢力との38年戦争の際、蝦夷の指導者アテルイ（阿弖流為）が根拠地としたところだが、その戦争の300年ほど前に前方後円墳が造られていたことになる。前方後円墳は畿内の朝廷が支配する地域で築造されたものであり、胆沢も5世紀後半には畿内勢力の影響下にあったことを示している。

こうして特に結論の出ないままだったが、1990年代になり、日本人を縄文人と弥生人の混血とする二重構造モデルによる「アイヌと和人との分離の途上にあった集団」という見方が生まれ、遺伝子調査により日本人の遺伝子は複雑で地域差があることが判明した。
いっぽうで蝦夷の言語は判明しておらず、本州のアイヌ語地名などの論争は残っている。

### アテルイ終焉の地

#### 河内国
アテルイ終焉の地について『日本紀略』延暦21年8月13日条は「即捉両虜斬於河内國□山」とだけ記録している。そのためアテルイが斬られた地は河内国（現在の枚方市、交野市、寝屋川市、守口市、門真市、四條畷市、大東市、東大阪市、八尾市、柏原市、松原市、藤井寺市、羽曳野市、富田林市、河内長野市、大阪狭山市、太子町、河南町、千早赤阪村、大阪市の一部
、堺市の一部

）のどこかであるということ以外は不詳である。河内国□山については「杜山」「植山」「椙山」と文献によって異同があることが知られているが、いずれの漢字表記についても「河内国□山」として「村」や「郷」の名が付かないことから地名としての□山ではなく山そのもの指し、郡の名が付されていないことから国の名だけでそれとわかる著名な山であったものと考えられる。
西本昌弘による杜山説のように、山城国男山（現在の京都府八幡市の一部）を含める見解もある。

#### 「□山」の漢字表記の異同
「□山」については、テキストとして広く利用されてきた新訂増補国史大系『日本紀略』では「杜山」、旧輯国史大系『日本紀略』および増補六国史『日本後紀』（逸文）では「植山」、鴨祐之『日本逸史』では「椙山」とあり、かねてより異漢字表記に異同があることが知られていた。「河内国」の後に続く地名は、神英雄が写本を調査した結果、主に以下のように分類された。
「杴山」
名古屋市蓬左文庫本（江戸時代初期）
国立公文書館林家本（江戸時代中期?）
「植山」
宮内庁書陵部谷森本(谷－一九五・江戸初期)・谷森本(谷－三四〇・江戸中期)
宮内庁書陵部久邇宮文庫本（江戸時代末期）
無窮会神習文庫菊屋幸三郎校本（江戸時代後期?）
「（欠）＋山」
宮内庁書陵部松岡本・日本紀類（江戸時代中期）
「椙山」
宮内庁書陵部編年紀略（江戸時代末期）・日本逸史（宝永7年（1710年））
神宮文庫天明四年奉納本（江戸時代中期）・三冊本（江戸時代末?）
無窮会神習文庫大覚寺本（江戸時代後期?）
国立公文書館内務省地理局本（江戸時代後期?）
東洋文庫東洋文庫本（文政7年）
「榲山」
無窮会神習文庫会田家蔵書本（江戸時代後期?）
「木山」
神宮文庫明治写
神は『日本紀略』の写本を調査した結果、新訂増補国史大系が「杜山」としているのは、宮内庁書陵部所蔵久邇宮文庫本の「植」のくずし字を読み誤ったもので、「杜山」と記す写本が存在しないことを明らかにした。また調査した30本程度ある『日本紀略』の写本のうち、判読不能なものもあるが24本を閲覧調査して、おおむね「植山」と「椙山」に分けるとこができた。また「植山」を「椙山」へと訂正した写本が複数あること、「植山」と記された4例の写本はすべて興福寺門跡一条院の伝本に関連した同一系統であることに対して、「椙山」と記された10例の写本は原本を一つの系統に求めることが困難であるため、『日本紀略』の原本に掲載されていた本来の文字は「椙山」であると結論した。
歴史学者西本昌弘は、杜山を牡山の誤写とみなし山埼橋南詰(現在の京都府八幡市橋本から大阪府枚方市楠葉中之芝付近）の牡山（男山・京都府八幡市）をアテルイの処刑地と推定している。
今泉隆雄は、神の述べる通り「杜山」は誤りだが、植山説と椙山説のどちらが正しいかはわからないとしている。
宇山説・杉山説ともに有力な批判もあり、現在、アテルイが斬られた地は河内国のどこかであること以外は不詳である。

#### 河内国植山
河内国植山という記述から、主に「ウエヤマ」という地名が旧河内国内において他には見当たらないという理由によって、枚方市北部の旧宇山村（1966年宇山町・宇山東町・養父東町・養父西町・養父元町・養父丘1～2丁目・東牧野町・牧野下島町・牧野本町1～2丁目、1968年招提田近3丁目・東山1～2丁目、1971年牧野北町、1973年楠葉面取町となる※他の地区と混ぜ合せ区分けされている）と推定する説がある。旧交野郡宇山村は元和元年（1615年）に上山村から改称したとされる。
1900年、歴史学者吉田東伍の著書『大日本地名辞書』は植山は宇山と記述している。吉田は『日本紀略』に掲載されているアテルイ処刑地だけでなく埋葬地についても旧菅原村藤坂の鬼墓と記載している。
鬼墓は関祖衡・並河誠所が企画し、関の死後、並河を中心として編纂された『五畿内志』等を根拠に「伝王仁博士墓」とされている（王仁#遺跡と顕彰運動参照）。
また発掘調査の結果、宇山の丘は古墳だったことが判明している

。
『大日本地名辞書』はその後に出版された地名辞書類や専門書などに影響を与え、『大阪府全志』（1922年）、『枚方市史』（1951年）、『角川日本地名大辞典』27巻（1983年）、『日本歴史地名大系』第28巻（1986年）などでも河内国植山は宇山であると書かれ続けている。
歴史学者今井啓一は百済王祖廟に近いここ宇山で斬ったのではなかろうかと述べているいる。
一方、枚方市は「宇山＝植山説が成立するためには、(a)河内国杜山や、(b)河内国椙山よりも、(c)河内国植山の方が正しいことを論証する必要がある」と主張、鈴木拓也は宇山町をアテルイ終焉の地とするには「植山」が正しい漢字表記であること、「植山」と「上山」が結びつくことを証明しなければならないと指摘している。

#### 河内国椙山
河内国椙山という記述からは、スギヤマという地名が旧河内国内において他にはないため枚方市東部の「杉」（旧交野郡杉村）と推定されている。
しかし「河内国□山」は「村」や「郷」の名が付かないことから地名としての□山ではなく山そのもの指し、郡の名が付されていないことから国の名だけでそれとわかる著名な山であったものと考えられるため疑問が残る。

#### 河内国杜山
河内国杜山という記述は枚方市や、牡山すなわち男山に比定した説がある。西本昌弘は杜山は牡山で延暦4年（758年）藤原種継暗殺事件実行犯牡鹿木積麻呂が処刑された「山埼橋（やまざきばし）南の河の頭」であろうと推定している。山埼橋の南は男山である。現在、男山は京都府八幡市の鳩ヶ峰とその周辺地域をさすが、山城国と河内国の境界に位置し「河内国交野雄徳山」と表記する例もある。

今泉隆雄は牡鹿木積麻呂らが処刑された山埼橋の南は交通の要衝であり、人の会集するところのため、ここでの死刑執行は律令が規定する東西市でのそれと同じ意味をもったと指摘している。

#### 河内国と禁野
杉村・宇山村がある現在の枚方市周辺は桓武天皇がたびたび遊猟をおこなった交野の地で、桓武天皇の外戚で陸奥鎮守将軍等を務めた百済王氏の本拠地付近となる。旧杉村・旧宇山村がある枚方市には明確にいつからかは不明であるがかつて天皇が所領する「禁野」があり、一般人の鷹狩は禁じられていた。朝廷が自ら禁野を穢すとは考えられないため杉・宇山を比定地とすることに対して批判もある。
馬部隆弘は、宮内庁書陵部「満基公記 合綴 河内国禁野交野供御所定文 道平公記抄出」にて記された禁野の大まかな地理的記述からその範囲を推定して宇山説を否定する見解を示している。

一方では、室町時代の禁野の範囲とアテルイが処刑された平安時代初期・西暦802年の禁野の範囲や禁野の定義、穢れについての概念が合致していたかどうかは定かではなく、また旧宇山村他は京都府と大阪府の国境線上の山地に飛び地があり墓地等ももうけられ、中世墓地も出土している(この地域は両墓制がみられる)。そのためアテルイが斬られた802年の後の大同3年（808年）河内国交野雄徳山（男山）での埋葬が禁じられているが、宇山村東山飛地は男山の裾野にあたるとの見解もある。

### 枚方市のアテルイ首塚問題

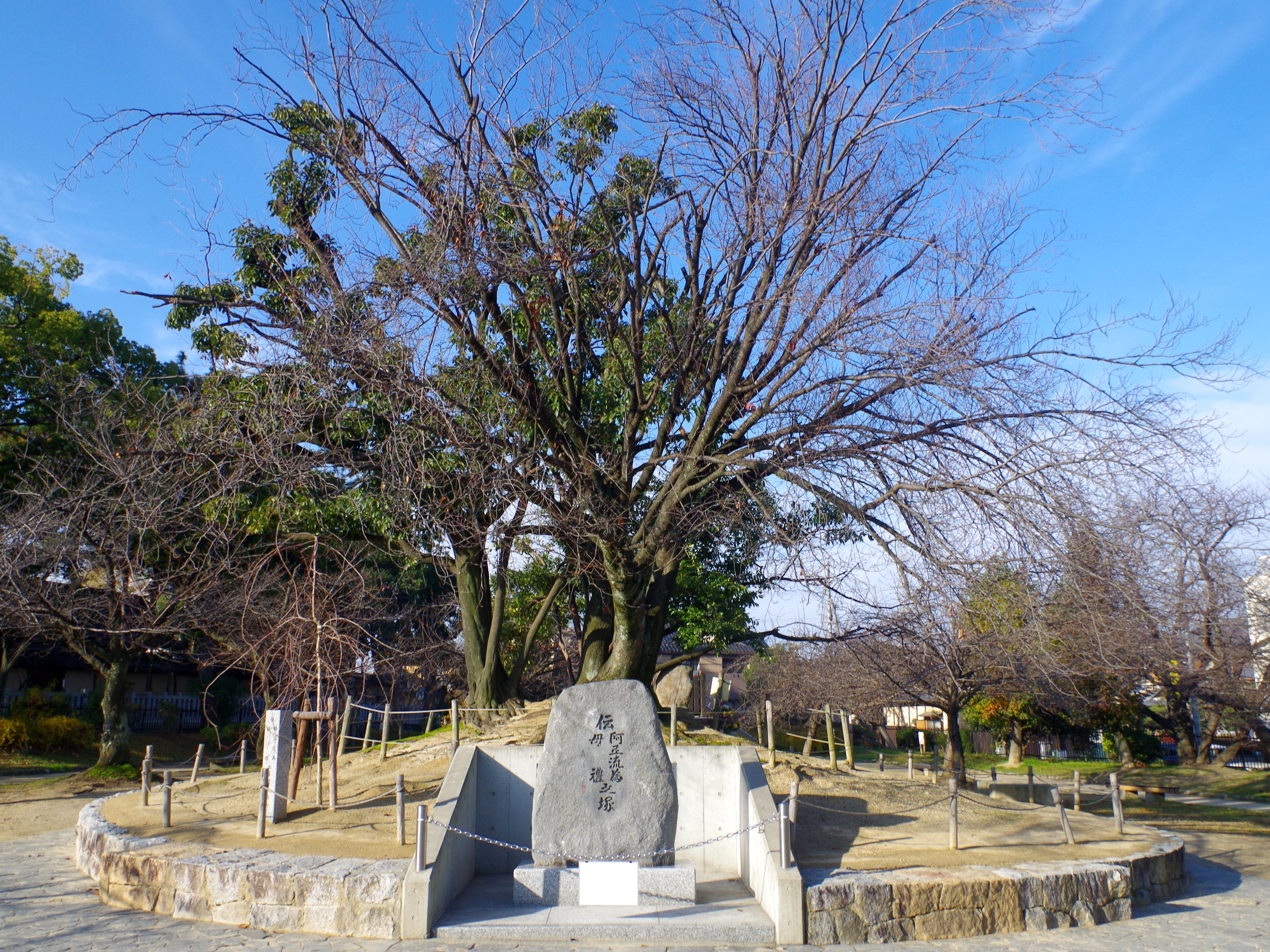
通称「首塚」と伝阿弖流為・母禮之塚の碑（牧野公園）

#### 首塚と牧野阪古墳
大阪府枚方市片埜神社隣の牧野公園（片埜神社の旧社地）に「伝 阿弖流為 母禮 之塚」碑がある。顕彰碑が整備される以前は「首塚」と称される塚状の高まりであった。遺跡地図ではその場所に牧野阪古墳が記され、その隣に西寺の瓦が出土した牧野阪瓦窯跡が記されている。周辺一帯は牧野阪遺跡と呼ばれている。
枚方市史第一巻「阪の古墳」によると昭和28年（1953年）台風13号による被害復旧のため破壊された。発掘はされていないので小丘が確実に古墳であったのかどうかは不確定で、その日時や詳しい場所や残存物処理方法も未記載であるが、1954年当時大阪歯科大学の学生であった宮川徏が「枚方市字阪の一古墳概報」を記している。
令和元年（2019年）馬部隆弘は1954年当時の古墳の所在地を宮川徏へ尋ね、「首塚」のある牧野公園西側敷地ではなく道路を挟んだ東側敷地であるとの回答を得ている。

#### 首塚の昔の写真
2017年10月馬部隆弘は枚方市史資料室が所蔵する枚方市広報課旧蔵アルバムの昭和27年(1952年)造成直前と造成直後の伝阿弖流為母禮之塚の碑周辺から片埜神社・清岸寺方向を見渡した写真を掲載し、「造成前の牧野公園はもともと片埜神社境内の荒れ地で、塚らしいものは見あたらない」と報告した。
牧野阪二丁目の伝阿弖流為母禮之塚の碑の土地と2020年宮川徏が「枚方市字阪の一古墳概報」の古墳の場所であると指摘した宇山町の土地が複数個人から枚方市へ売却されたのは土地登記簿によると1954年3月31日である。
1948年の航空写真や1945～1950年頃の航空写真では「伝 阿弖流為 母禮 之塚」碑がある牧野公園は森であるが、1956年,1961年,1961～1964年頃の航空写真では何本かの木々を残して地面が剥き出しになっている様子が撮影されている。

#### 胴塚と蝦夷首長処刑「伝承」
伝承や書籍の掲載は複数種類ある。
1. 1900年吉田東伍『大日本地名辞書』のアテルイが斬られた宇山と葬られた藤阪の鬼墓（現・伝王仁墓）[55]
2. 1979年河北新報報道の「蝦夷の統領が処刑された場所」である宇山町[注釈 6]の古塚(宇山二号墳)と「アテルイ」埋葬場所と思われはじめた「戦いに負けた大物武将の首塚」と伝えられてきた牧野阪の牧野公園内のマウンド（片埜神社旧境内）[99]
3. 1988年地域文化誌まんだ等で掲載されたアテルイの胴体を埋葬した胴塚である宇山東町の宇山一号墳と、首を埋葬した首塚（牧野阪の牧野公園内のマウンド）[100]

古塚(宇山二号墳)が処刑地かどうかは発掘では判定できないが、宇山一号墳・二号墳は発掘の結果平安時代以前の古墳と判明したため、古墳の上から埋葬した等でなければ、1988年地域文化誌まんだが掲載したアテルイ胴体が葬られた胴塚(宇山一号墳)という伝承は史実ではないと判明したことになる。宇山一号墳から江戸時代の祭祀跡が出土したため、村人が被葬者をアテルイと考えたのではないかと瀬川は推定しているが、胴が埋葬された胴塚というまんだの記載と河北新報が報道した地元の「蝦夷の統領が処刑された場所」という古塚(宇山二号墳)の伝承との関係性は未知である。
1988年、どの地域の伝承かは明記されていないが、瀬川芳則は胴塚のアテルイの胴体が埋葬された伝承は寛文四年（一六六四）「悪路王首像」鹿島神宮奉納をきっかけに誕生したのではないかと推定している。悪路王や高丸は伝承民話にてアテルイと同一視される場合がある。
2020年、馬部隆弘は蝦夷が殺害されたという「伝承」を話す枚方市民は存在していたが、この「伝承」は1900年『大日本地名辞書』から派生したものだと思い、伝承とは先祖代々伝わってきた類のものであると考え、この「伝承」は伝承ではないと判断し、論文へ書かなかったと述べた。 
2006年、枚方市で勤務していた馬部隆弘は『大日本地名辞書』（1900年）の「アテルイ宇山で斬られ藤阪で埋葬される」という記載は一般には広がらなかったと述べていた。

#### 戦前～1960年代前半
明治33年(1900年)吉田東伍『大日本地名辞書』出版

明治40年(1907年)『大日本地名辞書』第二版出版
大正2年(1913年)『大日本地名辞書』第三版出版
大正11年(1922年)『大阪府全志』出版
昭和10年(1935年) 歴史学者の熊田葦城はアテルイ終焉の地は宇山、埋葬場所は藤阪の鬼墓（伝王仁墓）と記す。
昭和12年(1937年)『大日本地名辞書』再版
昭和26年(1951年)『枚方市史』出版
昭和40年(1965年)歴史学者今井啓一『百済王敬福』出版。文武天皇4年(700年)百済王遠宝初代常陸守就任、天平21年(749年)陸奥守・百済王敬福の東大寺大仏への黄金調達等の百済王氏代々の東北地方への尽力、宝亀11年(780年)鎮守副将軍就任から延暦14年(795年)死去するまでの百済王俊哲の偉功への敬意から、かつて百済王俊哲の副将であった坂上田村麻呂が連れ帰ったアテルイとモレを百済王氏の本居近くで斬ったのではないかとしている。
昭和42年（1967年）和歌森太郎博士考証の学習漫画日本の歴史３貴族の黄金時代平安時代（集英社）出版、日本紀略では夷大墓公阿弖利為と盤具公母礼達が五百余人の仲間と共に降伏したと書かれているが、漫画では坂上田村麻呂の朝廷軍が山側と河側からアテルイ軍を挟み撃ちにして蝦夷の城をおとし、自害しようとするアテルイを田村麻呂が止めて降伏させる物語として描かれている（続日本紀で書かれた坂上田村麻呂が東北へ派遣される前の巣伏の戦いで川と山に挟まれ追いつめられ大敗したのは朝廷軍側である）。貴族たちは「アテルイほどの男だいちどたすけてもまた勢力をもりかえずぞ」と河内国での処刑を実行、アテルイは「田村麻呂につたえてくれもういちどあいたかったと」とのべ、田村麻呂は「蝦夷に生まれたばかりにかわいそうなアテルイ！」と手をあわせている。
昭和44年(1969年)増補版『大日本地名辞書』出版

#### 1970年代初頭のアテルイ首塚・胴塚伝承
昭和45年（1970年）花巻文化財保護委員山本賢三はアテルイは宇山で斬られ藤阪の鬼墓（現・伝王仁墓）で葬られたという吉田東伍の記録を支持する。
昭和46年（1971年）歴史学者の高橋富雄はアテルイは枚方市で斬られたと記す。
昭和47年（1972年）枚方市史第２巻出版、アテルイ枚方市（宇山）終焉説に疑問を呈する。
昭和48年（1973年）千賀四郎『みちのくの栄枯』、アテルイ枚方市で終焉と記す。

##### 枚方市議会での発言
平成5年（1993年）の枚方市議会にて、教育委員会社会教育部長が20年前（1973年）頃からいわれはじめたという伝承について語り、議事録に残されている。2006年この議事録を引用した馬部隆弘は2020年3月教育委員会社会教育部長は1990年5月25日の日付けのメモを残した田宮久史であると発表した。1993年
アテルイの首塚は1970年代末から言われ始めたことであり、牧野公園のある牧野地区に古くからそのような伝承があった形跡は全く認められていないとの意見もあるが、記録では1970年代前半から言われ始めているようである。
昭和53年（1978年）『蝦夷 : 古代東北の英雄たち』（河北新報社）はアテルイとモレは枚方市で斬られたと記す。

##### 1979年・河北新報の報道

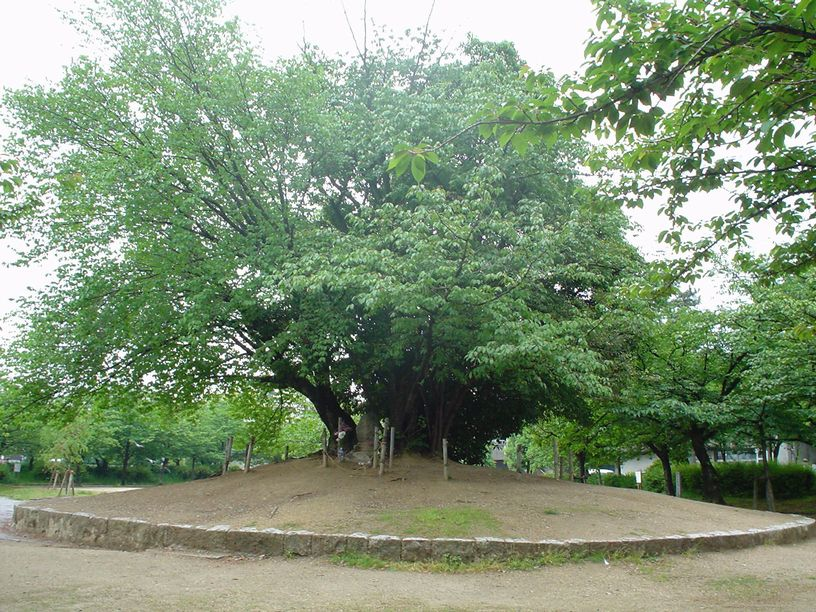
通称「首塚」（大阪府枚方市牧野公園）

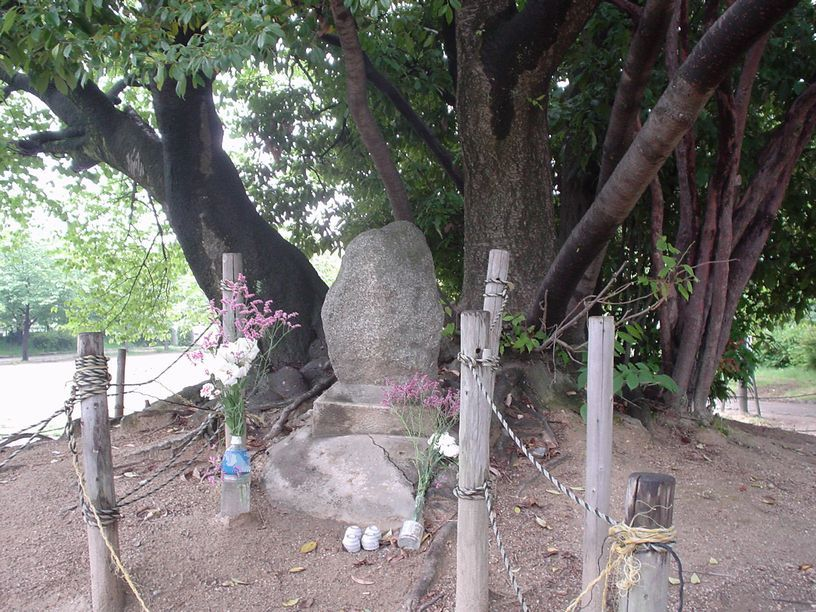
通称「首塚」の石（大阪府枚方市牧野公園）

昭和54年（1979年）、河北新報大阪支社は『蝦夷の統領ここに眠る？』という記事で「阿弖流為処刑地と埋葬場所見つかる」「地元の人々が保存」「大阪枚方　古くから首塚の伝承」と報道した。
首塚は式内片埜神社の古くからの氏子が発見し、その後追跡調査した先々代の宮司さんは、宇山町の竹薮内で処刑地と古老たちが伝えていた小さな塚山を見つけたという内容であった。—瀬川芳則、
蝦夷の統領が処刑された場所という伝承がある宇山町の古塚はその地番が同じことから宇山東町295にあった宇山二号墳と思われる。ちなみに宇山遺跡の東に隣接する養父丘遺跡の比丘尼塚古墳には蘇我氏・物部氏の争いで大勢の尼僧が斬られて埋葬されたという伝承が伝えられていた。今は石室と思われる花崗岩と須恵器等が残っている。

##### 1979年頃・メモの女性
2002年から2012年まで枚方市で勤務していた馬部隆弘は、2006年発表の論文で勤務先で発見した枚方市史編纂室担当者であった田宮久史の1990年5月25日付けメモ（現在は枚方市立中央図書館市史編纂室にて保管）にて書かれていたそれよりさらに10年ほど前（1979年頃）の出来事を元にアテルイの首塚伝承の成立過程を説明、「枚方市においては、二〇年間では無理だが、三〇年間語られると「伝承文化」として成立するようである」と批判した。
昭和57年(1982年)、河北新報担当者はアテルイの墓探索を切望し、地域史雑誌まんだ編集部を訪れている。
昭和58年(1983年)『角川日本地名大辞典』27巻出版
昭和60年(1985年)今井啓一 『百済王敬福』改1985年版出版
昭和61年(1986年)歴史学者の高橋崇は『坂上田村麻呂(新稿版)』で宇山東町の宇山一号墳・二号墳の所在地の写真を掲載している。
1986年『日本歴史地名大系』第28巻出版

#### 1988年・胴塚と宇山一号墳
昭和63年(1988年)、枚方市文化財研究調査会が数ヵ月かけて宇山遺跡の発掘調査を実施し、河北新報が「蝦夷の統領が処刑された場所」と報道した宇山町の古塚(宇山二号墳)から道路を挟んで東側の宇山東町290外7筆の塚を6世紀後半の宇山一号墳と命名し、アテルイの胴塚の伝承を持つと記した。
1988年当時は地元で胴塚と伝えられていたと語られていたが、2013年になると宇山一号古墳が発見されて以来、地元では古墳が発見される以前よりアテルイの首塚とセットで「胴塚」と呼んでいたという確証のない話が伝えられはじめたと語られるようになった。

#### 岩手県側の顕彰運動の高まりと舌禍事件
旧水沢市社会教育課内では「アテルイを顕彰する会」、大阪府吹田市では「関西胆江同郷会」が誕生。
1988年2月28日、東北熊襲発言事件が発生する。
平成元年(1989年)、関西岩手県人会・関西アテルイ顕彰会は何度か枚方市へ足を運び供養碑建立を陳情したが枚方市から確証がないと却下される。
平成2年(1990年)、岩手県人会・縄文アテルイ・モレの会がアテルイの首塚の掲示板設置を申請、枚方市は不許可とする。
1990年、青森県出身の歴史地理学者神英雄はアテルイ終焉の地を大阪府枚方市杉とした。
1990年5月25日付け枚方市史編纂室勤務の田宮氏のメモが2006年にて公開される。1990年から更に約10年前のある市民との出来事が、アテルイ首塚の由来となったという旨が記載されていた。
1990年6月1日「北天鬼神－阿弖流為・田村麻呂伝」出版。第二章４節にて東日流外三郡誌の荒吐王阿弖流為を掲載した流れで、東北地方各地のアラハバキ神の写真を掲載しつつ下記のように紹介している。
へび塚の名称は枚方市出口の光善寺「蛇塚」の、鬼塚の名称は藤阪の「ワニ塚（オニ塚）」と同名である。

#### 宇山二号墳の発掘調査
1990年11月21日～1991年5月16日・1991年9月9日～10月3日、宇山遺跡第15次調査で宇山東町295-1の6世紀前半の古墳、宇山二号墳が発掘調査される。
歴史教育者協議会の『歴史地理教育』は、アテルイとモレが枚方市で終焉をむかえたと記した。
平成3年(1991年)、歴史学者の 瀧浪貞子はアテルイの霊を撫するために作られた胴塚という伝承を記し、「伝アテルイの首塚」として塚の上の石の写真を掲載した。
平成4年(1992年)、新装版『大日本地名辞書』出版

平成5年(1993年)、岩手県人会や縄文アテルイ・モレの会はアテルイの首塚の掲示板の設置を枚方市へ申請、却下される。枚方市への碑の建立は学術的根拠を理由に断られ続け、京都・清水寺にて建立されている。

#### 1994年・清水寺の碑と逆説の日本史

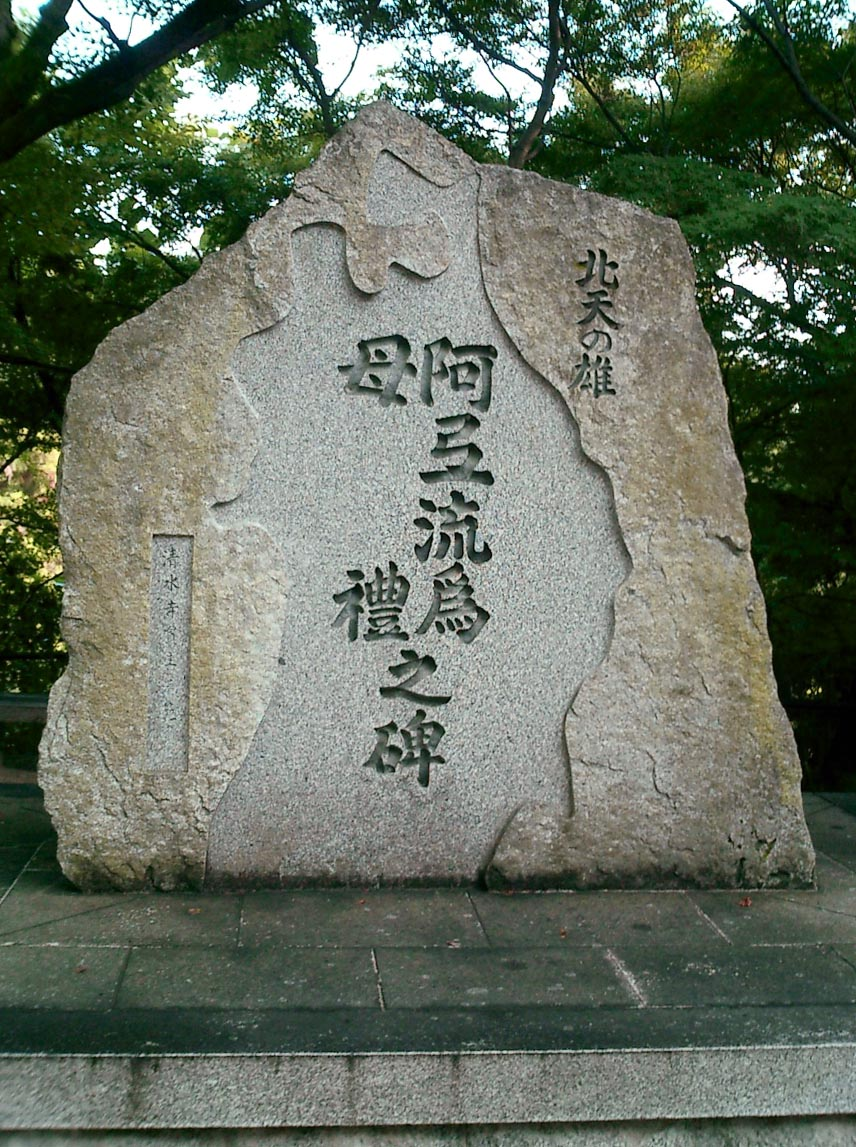
北天の雄 阿弖流為母禮之碑（音羽山 清水寺）

平成6年（1994年）11月6日、京都市東山区の清水寺にて平安遷都1200年を記念して「北天の雄 阿弖流為 母禮之碑」の除幕式と法要が執り行われた。顕彰碑は関西胆江同郷会、アテルイを顕彰する会、関西岩手県人会、京都岩手県人会によって建立された。
清水寺の碑は、もとは岩手県人会などが「枚方市にあるアテルイの首塚と称されるものにアテルイの碑を建てたい」と希望したことに対して、枚方市が「歴史的根拠のない場所に顕彰碑を建設すべきでない」と断ったことから、清水寺にアテルイの碑が建てられたという経緯がある。
1994年9月9日号・16日号にて、井沢元彦がアテルイについての記事を掲載した
1994年11月、朝日日本歴史人物事典にてアテルイの首塚・胴塚掲載
歴史教育者協議会の『歴史地理教育』は、アテルイとモレは枚方市で処刑されたと記した。

#### 1995年・慰霊祭の開始と供養するお婆さん
清水寺の碑が建立された翌年となる平成7年（1995年）頃から牧野公園内の首塚と呼ばれる小丘は、アテルイ由来の塚として岩手県県人会などの主催でアテルイの慰霊祭が行われ、片埜神社による祭祀が開始された。
平成12年（2000年）の吉川英治文学賞に高橋克彦『火怨 北の耀星アテルイ』が選ばれると、平成14年（2002年）には当時の水沢市で行われた「阿弖流為没後1200年祭」で秋田県に本拠地を置く劇団わらび座が同作品をミュージカルにして公演した。
翌春、わらび座は京都公演をおこなうのに先立ち、清水寺の「北天の雄 阿弖流為 母禮之碑」の前で鎮魂の奉納公演をおこなうと、以後は全国公演に取り組み、大阪公演は主催がアテルイを成功させる会（岩手県・関西岩手県人会・関西アテルイモレの会など）、後援が大阪府・大阪市および大阪府教育委員会・大阪市教育委員会などで実施された。関係者が「最後の公演は枚方で」と呼びかけた結果、平成16年（2004年）に枚方公演がおこなわれた。
平成9年(1997年)1月、高橋克彦『火怨～北の耀星アテルイ～』河北新報にて連載開始。
1997年3月、枚方市副読本「郷土枚方の歴史」出版。
奥羽大学助教授氷室利彦がアテルイ首塚を訪ね、新興住宅地住民へ胴塚の場所を聴く様子がレポートされている。
平成10年(1998年)10月、枚方市伝承文化保存懇話会発足。瀬川芳則会長（関西外国語大学国際言語学部教授）。
平成11年(1999年)3月、蝦夷の首長アテルイの説明板設置。宇山一号墳と宇山二号墳近くの宇山東公園にも設置される。
1999年10月、高橋克彦『火怨～北の耀星アテルイ～』講談社より出版。
平成15年(2003年)増補版『大日本地名辞書』出版
2003年、「ひらかた昔ばなし　子ども編」発刊、元小学校教諭による子供向け文学作品が掲載される。

#### 2007年・伝阿弖流為母禮之塚の碑建立（枚方市）と教科書掲載
平成17年(2005年)3月、中学校歴史教科書「中学社会　歴史　未来をみつめて」（教育出版）文部科学省の検定に合格。長屋王と阿弖流為が対比されて書かれている。
2005年、小学校副読本「わたしたちのまち枚方　小学校３・４年」発刊。アテルイの墓といわれる所について牧野公園内の首塚の写真を掲載している。
平成18年(2006年)、子供向け郷土史「楽しく学ぶ枚方の歴史」でアテルイの首塚について書かれる。

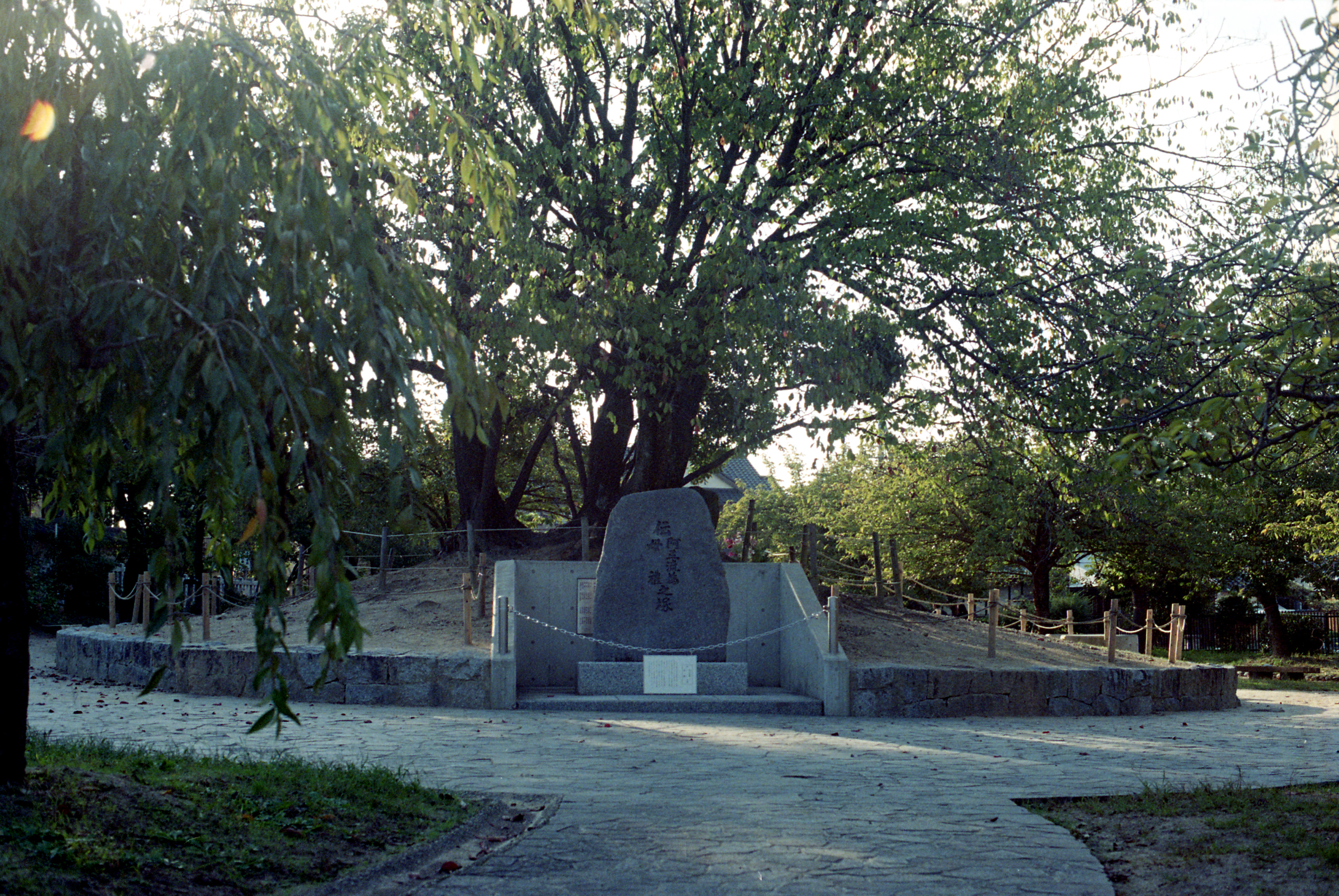
通称「首塚」と伝阿弖流為・母禮之塚の碑（牧野公園）

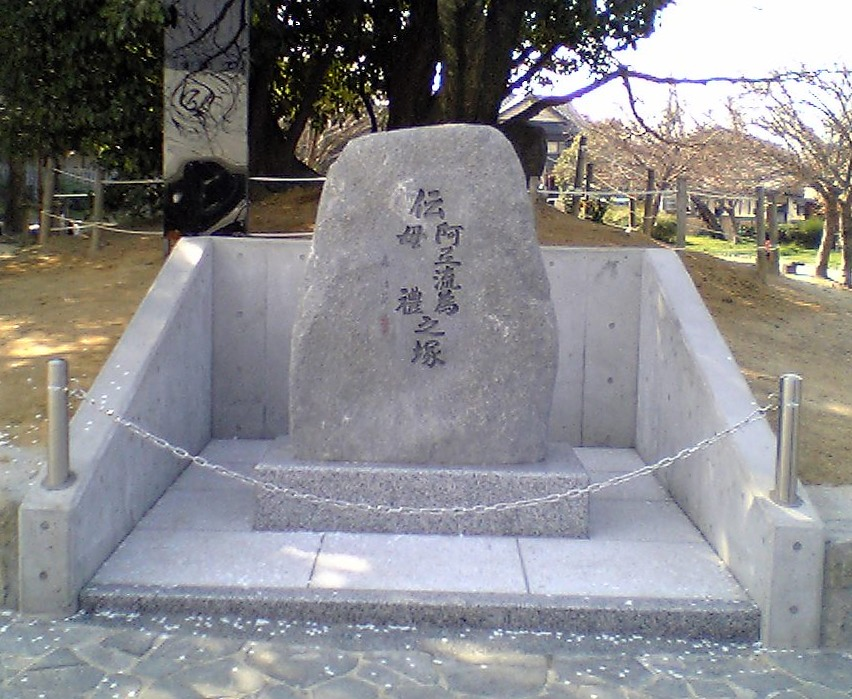
「伝 阿弖流為 母禮 之塚」碑
（大阪府枚方市牧野公園）

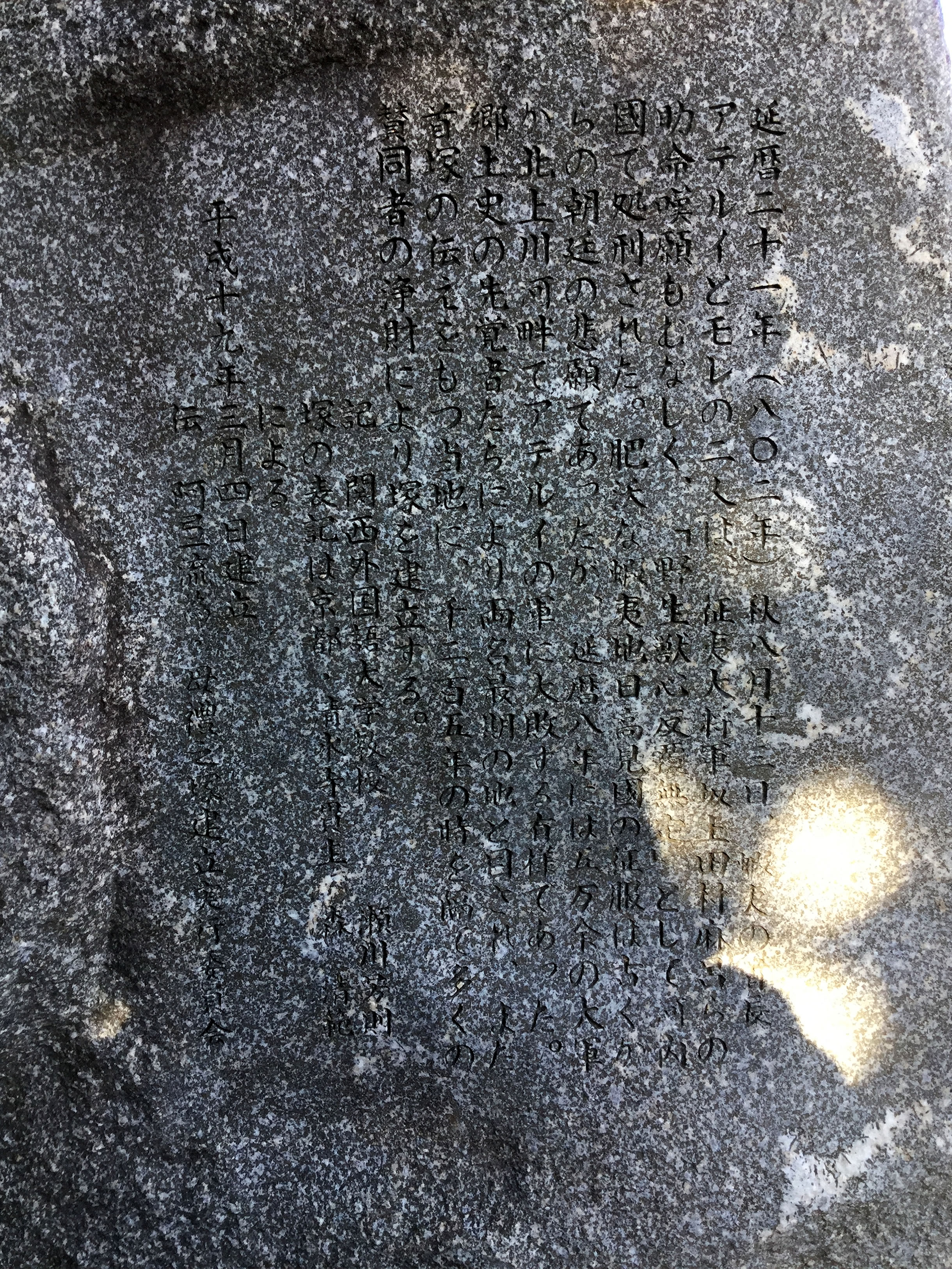
伝阿弖流為母禮之塚の碑の裏側の碑文（大阪府枚方市牧野阪・牧野公園内）

枚方市はその後、中司宏枚方市長（当時）が突如として生まれたアテルイの首塚と称されたものに対し記念碑建立実現に向けた支援を行うと方針転換した。このような経緯から平成19年（2007年）3月に牧野公園内のアテルイの首塚を削った箇所へ「伝 阿弖流為 母禮 之塚」と記された石碑が建立されることになった。
平成19年(2007年)3月4日、「伝阿弖流為母禮之塚」の碑の除幕式が行われ、清水寺森貫主が講話を行う。例年9月にアテルイ・モレ祭が行われている。
延暦二十一年（八〇二年）秋八月十三日、蝦夷の首長アテルイとモレの二人は、征夷大将軍坂上田村麻呂らの助命嘆願もむなしく、「野生獣心反覆無定」として河内國で処刑された。肥沃な蝦夷地日高見國の征服は古くからの朝廷の悲願であったが、延暦八年には五万余の大軍が北上川河畔でアテルイの軍に大敗する有様であった。郷土史の先覚者たちにより両名最後の地と目され、また首塚の伝えをもつ当地に、千二百年の時を隔て多くの賛同者の浄財により塚を建立する。　
記　関西外国語大学教授　瀬川芳則
塚の表記は京都・清水寺貫主　森清範による。
平成十九年三月四日建立　伝　阿弖流為　母禮之塚建立実行委員会—瀬川芳則、
平成20年(2008年)3月、小学生向け副読本「市制60周年記念「発進！！タイムマシンひらかた号」」出版。巻頭の挨拶は松山雅子大阪教育大学教授。アテルイの首塚についてふれ「伝阿弖流為母禮之塚」の碑の写真を掲載する。伝承でも歴史でもない子供向け作品を掲載している。
平成23年(2011年)3月30日、中学校教科書『新しい社会　歴史』（東京書籍）文部科学省検定合格。伝阿弖流為母礼之塚の石碑の写真が掲載される。平成30年(2018年)の教科書検定を合格した版にても掲載されている。
上記教科書では「アテルイが処刑されたと伝えられる場所に立つ塚」と掲載されているが
「蝦夷の統領が処刑された場所」という伝承があるのは約400mほど離れた宇山の古塚(宇山二号墳)であり、その「蝦夷の統領」はアテルイに限定されておらず、
「アテルイが処刑されたと伝えられる場所に立つ塚」とされた「首塚」の伝承は「戦いに負けた大物武将の首塚」である。

「首塚」がアテルイゆかりのものといわれだしたのは1970年代初頭であると1993年枚方市議会にて教育委員会社会教育部長が報告している。

1988年以降地域文化誌まんだ等で掲載された宇山東町の宇山一号墳(胴塚)に胴体、牧野阪の首塚に首が埋葬されたという伝承がどの地域のものかは明記されていないが、瀬川芳則は鹿島神宮に悪路王首像が奉納された17世紀頃発生した伝承で、発掘調査の際出土した江戸時代の祭祀跡から江戸時代三浦蘭阪等文人が住む村の地元民は日本紀略の河内国植山という記載と併せて古墳の被葬者をアテルイと考えていたと推定している。

胴を胴塚(宇山一号墳)へ首を牧野公園内の首塚へ埋葬したというまんだの記載と地元宇山の古塚(宇山二号墳)の伝承との関係性は不明である。1979年河北新報が報道した「蝦夷の統領が処刑された場所」という伝承がある古塚は報道された地番から1988年発掘調査された宇山一号墳ではなく道路を挟んで向かい側の1990～1991年発掘調査された宇山二号墳と思われる。

2006年馬部隆弘は『大日本地名辞書』(1900年)の宇山で斬られたという記述は一般へ伝播しなかったとして「アテルイ処刑地を宇山とする説がある一方で、地元では一切その伝承がなく」とし、2020年には「枚方市には蝦夷が殺害されたという「伝承」があると熱心に主張する方々もたしかに何人もいた。しかし、蝦夷が殺害されたという「伝承」は、どう聞いても先祖代々伝わってきた類のものではなく、明らかに上記の学説が発端となったものばかりであった。このようなものは到底伝承として扱えなかった。また、この程度のことを説明する必要もないというのが当時の筆者の判断である」としたが、伝承の派生経路は未実証で、『大日本地名辞書』のアテルイ埋葬地は藤阪の鬼墓(伝王仁墓)であり、1980年代「まんだ」が記載した地域伝承の埋葬場所は「首塚」「胴塚」であり、1979年河北新報の報道では「首塚」である。

#### 伝阿弖流為母禮之塚の石碑に対する批判
瀬川芳則は、阿弖流為・母礼の石碑は史跡ではないと断言しつつ「人々の寄付金によって石碑が建てられ、披露の式典に参加した奥州市の幹部職員が涙しながら修辞を述べたのが印象的である」と記している。
馬部隆弘は、枚方市に対し「アテルイの「首塚」の一件は公共機関が動けば嘘も真になる、その典型的な事例といえよう」とし、牧野公園の小丘がアテルイの首塚となった経緯が書かれた1990年5月25日付けの枚方市史編纂室担当者田宮氏のメモランダムを引用し伝承発生を1980年頃とした上で「枚方市においては、二〇年間では無理だが、三〇年間語られると「伝承文化」として成立するようである」と非常に強く批判している。
平成14年（2002年）から枚方市の市史担当部署で非常勤職員として勤めていた馬部は、枚方市教育委員会が平成20年（2008年）に市制60周年記念の一環で発行した『発進!! タイムマシンひらかた号』にアテルイ首塚、伝阿弖流為母禮之塚、七夕伝説、伝王仁墓に関する椿井文書なども登場することについて、枚方市役所では歴史的な内容の記述がある場合は市史料室がチェックする習わしであったことから、馬部の立場上、不適切な記述は全て書き換えるよう要望したが、冊子の編集を担当した指導主事から「史実でなくてもいいから、子供たちが地元の歴史に関心を持つことの方が大事」との編集方針を明言されたことを、著書『椿井文書―日本最大級の偽文書』で明かしている。ただし、伝王仁墓に関する椿井文書であると馬部が推定した『王仁墳廟来朝記』は『発進!! タイムマシンひらかた号』では掲載されておらず、2008年「発進！！タイムマシンひらかた号」が出版される前に枚方市にはアテルイの塚があると歴史学専門書へ書いたのも、教科書へ書いたのも歴史学者である。

## 後世の評価

### 復権運動
平成14年（2002年）はアテルイ没後1200年にあたり、岩手県を中心にアテルイブームが巻き起こったことで東北地方在住の人たちにアテルイの名前が浸透した。かつては「反逆者」として日本史の悪役であったアテルイの復権運動は、新たな日本史像を再構築するにあたって意義深いものであった。
しかしアテルイ復権運動は、かつての中央中心の征夷史観をそのまま裏返したかのように、国家と蝦夷社会との対立関係や、国家の侵略性と蝦夷社会の自律性・主体性にもとづく「正義」とがやや一面的に強調されすぎるきらいがあった。またそうした見方は、アテルイがあたかも東北人の中央に対する自立や抵抗の象徴のように扱われることもしばしばあった。
高橋崇は、著書『坂上田村麻呂』において、アテルイの降伏に対し郷土愛的な側面があることについて「史料的裏付けの乏しい解釈には慎重でありたいと願う」と論じている。

### 顕彰碑
京都市東山区
田村麻呂が創建したと伝えられる京都の清水寺境内には、平安遷都1200年を期し1994年（平成6年）11月に、「北天の雄 阿弖流為母禮之碑」と記された碑が建立されている。

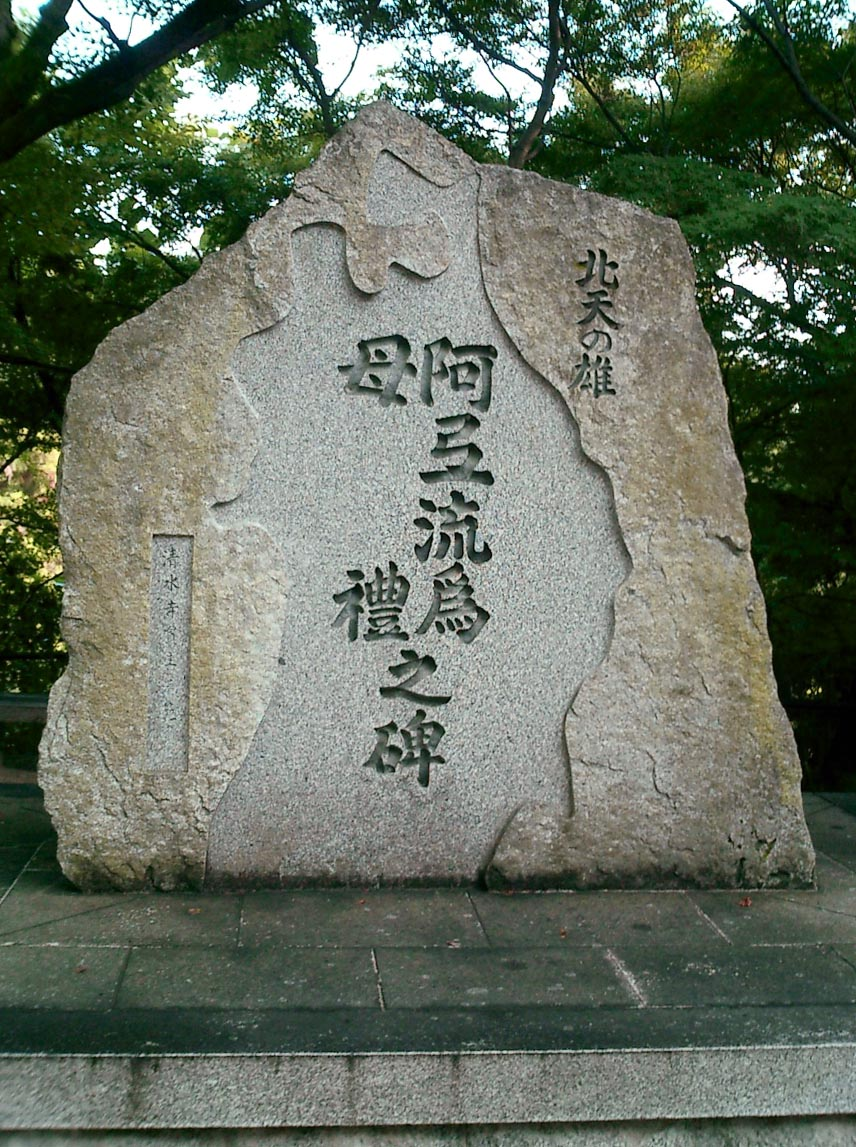
「北天の雄 阿弖流為母禮之碑」（京都清水寺）
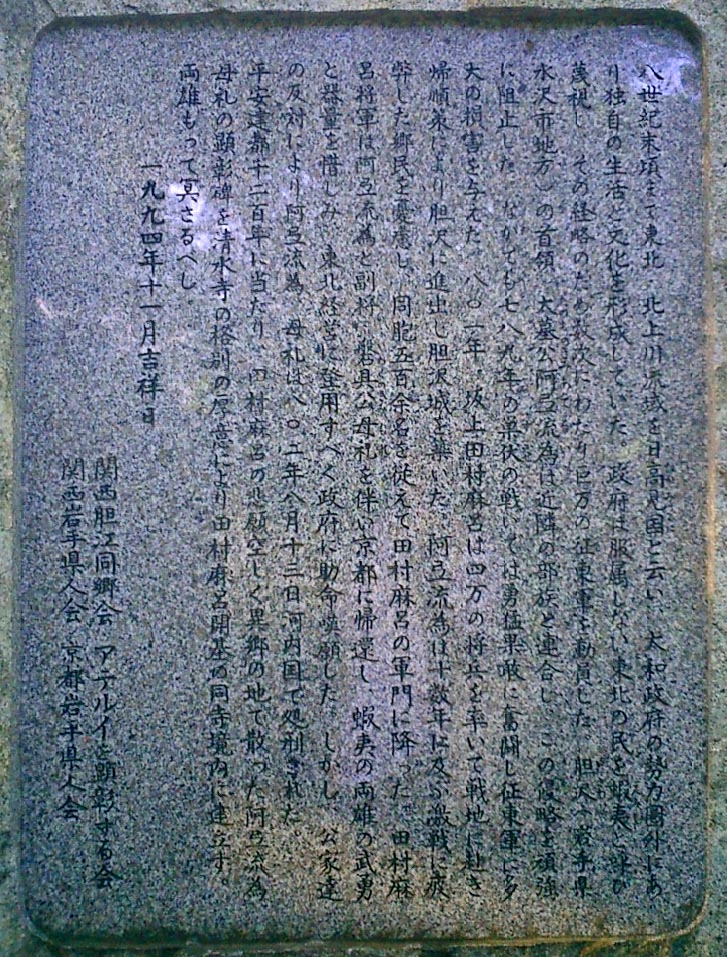
「北天の雄 阿弖流為母禮之碑」裏側

岩手県奥州市
2005年（平成17年）には、アテルイの忌日に当たる9月17日に併せ、岩手県奥州市水沢羽田町の羽黒山に「阿弖流為 母禮 慰霊碑」と記された石碑が建立されている。この慰霊碑は、アテルイやモレの魂を分霊の形で移し、故郷の土の中で安らかに眠ってもらうことを願い、地元での慰霊、顕彰の場として建立実行委員会によって、一般からの寄付により作られた。尚、慰霊碑には、浄財寄付者の名簿などと共に、2004年（平成16年）秋に枚方の牧野公園内首塚での慰霊祭の際に奥州市水沢の「アテルイを顕彰する会」によって採取された首塚の土が埋葬されている。及川洵は、アイヌ民族によるアテルイ慰霊祭について疑問視している

### 鉄道
2001年のアテルイ没後1200年記念事業の一環で、東北本線の水沢駅 - 盛岡駅間で運行する朝の快速列車1本に「アテルイ」という愛称が付けられた。なお、2023年3月18日のダイヤ改正で快速「アテルイ」は廃止されたため、現存しない。

### スーパーコンピュータ
国立天文台水沢VLBI観測所に設置され、2013年4月1日に共同利用開始された天文学専用スーパーコンピュータに水沢地域の英雄である「アテルイ」の名がつけられた。計算能力を活かして果敢に宇宙の謎に挑んでほしい、という願いが込められている。また2018年6月からは前システムの6倍の演算能力をもつ「アテルイII（アテルイ ツー）」が稼働している。

## 悪路王伝説
鹿島神宮の白馬祭の由来に関して記された天福元年（1233年）の文書の一節に「初代摂関家将軍となった藤原頼経が関東下向の時に悪来王を退治した」と書かれている。
その後、正安2年（1300年）頃に成立したとされる『吾妻鏡』では「文治5年（1189年）9月28日に源頼朝が鎌倉帰還の途中に立ち寄った達谷窟は、坂上田村麻呂と藤原利仁が征夷の時に賊主・悪路王と赤頭が立て籠った岩屋と教えられた」と記されている。
これら鎌倉時代以降の文献に登場する悪路王なる人物をアテルイと結びつけようとする説もある。
高橋崇は、悪路王など坂上田村麻呂伝説全般について「採るに足らぬ俗説」としている。また新井白石が『読史余論』で陸奥の夷・高丸が駿河の国清見が関まで攻め上がってきたが、田村丸がこれをうち破り、北に追って陸奥の神楽岡で斬ったと記述していることについても「合理性と実証を重んじた史学者として白石らしからぬ叙述」と批判している。
桃崎有一郎は著書『武士の起源を解きあかす: 混血する古代、創発される中世』において、『吾妻鏡』での悪路王は田村麻呂と利仁の2人に討伐されたとあるが、2人は同じ時代の人物ではなく、悪路王についても実在した可能性がほぼないとしている。

## アテルイを題材とする作品
小説
- 『陸奥甲冑記』 - 澤田ふじ子著。1981年。1982年、第3回吉川英治文学新人賞を受賞。
- 『炎立つ』 - 高橋克彦著。1992年-1994年。奥州藤原氏の興亡を描く作品で、冒頭でアテルイと坂上田村麻呂の因縁が描かれる。
- 『火怨』 - 高橋克彦著。1999年。アテルイと坂上田村麻呂との戦いを、アテルイ・蝦夷の視点から描いている。2000年、吉川英治文学賞を受賞。
- 『帝都幻談』 - 荒俣宏著。2007年。

舞台
- 創作人間影絵劇『アテルイの涙』 - 1992年当時、岩手県の小学校教師だったジョヴァンニ安東が児童と共に制作・発表し、地元岩手で大きな反響を呼ぶ。
- 『アテルイ』（劇団☆新感線） - 2002年に新橋演舞場で公演された。主演・7代目市川染五郎。2015年には『阿弖流為（あてるい）』の題で歌舞伎化された[173]。
- ミュージカル『アテルイ－北の燿星』（わらび座） - 原作は小説「火怨」。2004年「月刊ミュージカル」誌の作品部門で10位にランクイン。タキナ役の丸山有子は小田島雄志賞を受賞した。
- 『AKURO 悪路』（TSミュージカルファンデーション） - 初演2006年・再演2008年に公演された舞台。演出・振付：謝珠栄。悪路王をアテルイとして描いた作品。
- ミュージカル『阿弖流為―ATERUI―』（宝塚歌劇団星組）- 原作は小説「火怨」。脚本・演出：大野拓史、主演：礼真琴。2017年夏に梅田芸術劇場シアター・ドラマシティ、日本青年館にて上演[174]。

映画
- 『紅顔の密使』 - 1959年の日本映画。アテルイと同一視される悪路王が主人公の敵として登場する。悪路王役：吉田義夫

ドラマ
- 『炎立つ』 - 原作は小説「炎立つ」。1993年7月から1994年3月のNHK大河ドラマ。阿弖流為役：里見浩太郎
- 『火怨・北の英雄 アテルイ伝』 - 原作は小説「火怨」。2013年1月のNHK BSプレミアムBS時代劇及び土曜ドラマで放送された。主演・大沢たかお

音楽
・『天空アテルイ』-あんべ光俊のシングルCDタイトル曲。岩手県水沢市(現奥州市)などで構成するアテルイ没後1200年記念事業実行委員会が全国から短歌による歌詞を募集し、全1000首余りからアテルイ関連の11首を選び、それをあんべが紡いで作曲した。作詞名義は夢あかり。作編曲、歌はあんべ光俊。　2002年11月21日にコロムビアミュージックエンタテインメントから発売された。カップリング曲は『遠き風の声』。
- 『アテルイとモレの逆襲』- ソウル・フラワー・ユニオンのシングル「極東戦線異状なし!?」に収録。

漫画
- 『XEMBALA シャンバラ』 - 作・津寺里可子 - 1996年-1997年。アテルイと坂上田村麻呂をモチーフにした漫画。
- 『阿弖流為II世』 - 原作・高橋克彦、作画・原哲夫。2000年。
- 『Madman call』 - 作・津寺里可子　-　2001年-2004年。上記シャンバラのキャラであるアテルイ達の遺伝子を継ぐ者達の現代での戦い。

アニメ
- 『アテルイ』 - 2002年、長編アニメーション。没後1200年を機に製作された。

ゲーム
- 『阿弖流為伝』 （ウォーゲーム日本史）

## 関連資料
蝦夷側で記した史料は残っておらず、古代日本の律令国家が編纂した六国史と称される正史のうち『続日本紀』で1箇所、『日本後紀』で3箇所にアテルイの名前が伝えられている
。
阿弖流爲/大墓公阿弖利爲が記録される資料
- 『続日本紀』
- 『日本後紀』 - 散逸度が高く、抄録しか残らない。
- 『類聚国史』
- 『日本紀略』 - 六国史の抜粋。『日本後紀』の散逸部分を知る助けになる。

### 原典
1. ↑  『続日本紀』延暦八年七月丁巳（十七日）条
2. ↑  『続日本紀』延暦八年六月庚辰（九日）条
3. 1 2 3  『続日本紀』延暦八年六月甲戌（三日）条
4. 1 2  『類聚国史』延暦二十一年四月庚子（十五日）条
5. 1 2  『日本紀略』延暦二十一年夏四月庚子（十五日）条
6. 1 2 3 4  『日本紀略』延暦二十一年八月丁酉（十三日）条
7. 1 2  『日本紀略』延暦二十一年秋七月甲子（十日）条
8. ↑  『続日本紀』和銅四年四月辛丑（二十一日）条
9. ↑  『続日本紀』天平宝字三年十月辛丑（八日）条
10. 1 2  『続日本紀』延暦八年五月癸丑（十二日）条
11. ↑  『日本紀略』延暦二十一年春正月丙寅（九日）条
12. ↑  『日本紀略』延暦二十一年春正月戊辰（十一日）条
13. ↑  『日本紀略』延暦二十一年秋七月己卯（二十五日）条
14. ↑  『日本後紀』弘仁五年十二月朔（一日）条
15. ↑  『類聚国史』巻七十九 大同三年正月庚戊（一日）条「禁葬埋於河内國交野雄徳山」
16. ↑  『鹿島神宮文書』天福元年正月白馬祭
17. ↑  『吾妻鏡』文治五年九月小廿八日乙酉